# Cub Linux
Cub Linux — операционная система, предназначенная для имитации внешнего вида, и функциональности Chrome OS. Она была основана на Ubuntu 14.04 LTS «Trusty Tahr». Cub Linux использовал Openbox в качестве менеджера окна, и инструменты из LXDE, GNOME, Xfce, а также из других графических оболочек. Cub Linux — облачная централизованная операционная система, которая была сосредоточена на использование Chromium по умолчанию. Название Cub Linux означает «Cub = Chromium + Ubuntu».

## История
Cub Linux изначально назывался Chromixium OS. Разработчик RichJack изначально объявил о проекте на пользовательских форумах Ubuntu 19 сентября 2014 года. Проект выпустил первую стабильную версию Chromium 1.0 как 32-битный ISO-образ Live CD 26 апреля 2015 года. Затем, было выпущено обновление для решения нескольких проблем, таких как медленное открытие меню. В июле 2015 года, была выпущена новая версия 1.5, в которую было добавлено ряд обновлений. Эта версия первоначально имело только 32-битные образы, но, затем, появилась 64-битная версия в ноябре 2015 года.
К концу 2015 года, Google, владеющий Chrome OS и Chromium, попросил, чтобы RichJack прекратил использование имени Chromixium. 17 января 2016 года, RichJack объявил, что Chromixium сменит имя на Cub Linux, и что имя 31 марта 2016 года будет полный отказ от имени Chromixium.
В конце 2016 года, сайт Cub Linux прекратил работу. Их страница GitHub по-прежнему доступна. Пользователь d4zzy, который участвовал в разработке Cub Linux, сказал об этом внезапном закрытии дистрибутива: «Cub Linux был закрыт из-за некоторых ограничений, и в то время никто не мог его загрузить».
19 июля 2017 года, разработчик Feren OS объявил, что он «вернёт Cub» выпуском дистрибутива Phoenix Linux.

## Мнения
Достаточно высоко оценил Chromixium Шашанк Шарма из Linux Format. Джесси Смит из DistroWatch Weekly рассмотрел Chromixium OS 1.0, сказав, что если компьютер используется только для посещения Интернета, то Chromixium OS может подойти, но закритиковал, что неудобно посмотреть дополнительные функции дистрибутива.